# Neue Allgemeine Missionszeitschrift
Die Neue Allgemeine Missionszeitschrift (NAMZ) war die größte missionswissenschaftliche Zeitschrift des deutschsprachigen Protestantismus. Sie erschien von ihrer Erstausgabe (1924) bis zu ihrem Verbot durch die Nationalsozialisten (1938) monatlich.
Ihre konservative und nationalistische Profilierung – die NAMZ war das inoffizielle Organ des Deutschen Evangelischen Missionsrats, durch den alle großen deutschen Missionsgesellschaften nach außen präsentiert wurden – machte sie für die aufkommende NS-Ideologie anfällig, sodass sie sich in der NS-Zeit (1933–45) völkisch bis rassistisch positionierte und damit ihren Selbstanspruch: Deshalb wollen wir unserm Blatt seine unbedingte Selbstständigkeit erhalten. Es soll nicht einer Gesellschaft, nicht einer Partei, nicht einer Richtung dienen, sondern allein dem Willen Jesu. (Martin Schlunk, „Zum neuen Anfang“, in: NAMZ 1 (1924), S. 4) weitestgehend zugunsten einer Parteinahme für den NS-Staat und die NS-Ideologie aufgab.

## Verlag
Die NAMZ erschien im evangelischen Buchverlag Bertelsmann in Gütersloh. Die Unabhängige Kommission zur Erforschung der Geschichte des Hauses Bertelsmann im Dritten Reich veröffentlichte 2002 einen über 750-seitigen Bericht über die Rolle des Verlages im NS-Staat. In dem Bericht kommt die Kommission zu dem Ergebnis, dass Bertelsmann
„weder  ein Verlag der Bekennenden Kirche noch ein Organ der Deutschen Christen [war]. Seine ‚mittlere Linie‘ und seine Ausrichtung auf die Tradition garantierten jedoch keine Distanz gegenüber den Nationalsozialismus; eher im Gegenteil bildete sich bei Bertelsmann eine politische Theologie heraus, die dem Nationalsozialismus tendenziell zuarbeitete“
Da im Bertelsmann Verlag sehr viele unterschiedliche Werke veröffentlicht wurden, fällt das Urteil von Werk zu Werk anders aus. Der Verlag gibt aber jedem Werk einen gewissen Rahmen. Verlag und Herausgeber müssen sich im Voraus über die Konzeption des jeweiligen Werkes geeinigt haben. Reibungspunkte kann es zwischen beiden Akteuren zwar geben, ein Minimalkonsens muss aber bestehen, da es sonst nicht zur Veröffentlichung gekommen wäre.

## Autoren
In der von Julius Richter und Martin Schlunk herausgegebenen NAMZ finden sich Autoren mit verschiedenen beruflichen Hintergründen, verschiedenen konfessionellen Zugehörigkeiten, ethnischen Hintergründen und Positionierungen im „Kirchenkampf“ in der NAMZ, sodass ein Großteil der Bandbreite der deutschen Missionsbewegung (und „Fachfremde“) in der NAMZ abgebildet wird. Grundsätzlich durfte jede Person, die auf dem „Boden des Evangeliums“ stand für die NAMZ schreiben, wie es Schlunk im Editorial der ersten Ausgabe der NAMZ schrieb:
„Jeder, der auf dem Boden des Evangeliums steht, darf seiner Meinung Ausdruck geben. Vielfältigkeit dient besser der Wahrheit als der Diktatur. Von Gegnern kann und soll man lernen! Und doch möchten wir in unserm Blatt nicht einen Sprechsaal sehen für beliebige Meinungen, sondern nur denen das Wort geben, die mit uns eins sind in der Grundrichtung der Gedanken.“
So finden sich unter den Verfassern Missionare (z. B. Bruno Gutmann), Vorsitzende der Missionsgesellschaften (z. B. Karl Hartenstein, Johannes Warneck, Carl Ihmels), Professoren für Missionswissenschaft (z. B. Walter Freytag), eigentlich fachfremde Theologen (z. B. Paul Althaus) und Vertreter der Nachbarwissenschaften (Carl Meinhof). Mitglieder der verschiedenen deutschen Landeskirchen (lutherisch und uniert) stellen die überwiegende Mehrheit der Autoren. Doch es gibt auch Autoren mit anderem konfessionellen Hintergrund, wie etwa Knut Westmann, einen Professor aus Upsala und Mitglied der Schwedischen Kirche.
Des Öfteren wurden auch Werke aus der englischsprachigen Welt in der Rubrik „Bücherbesprechungen“ rezensiert, obgleich deutsche Werke die Mehrheit ausmachten. Interessanterweise werden in der Ausgabe von 1933 der Artikel Die Stellung eines Christen zur nationale Krisis von Chen Tsing und in der Ausgabe von 1936 der Artikel Die Frau als Arbeiterin in den ländlichen Gebieten Kwangsis von Nung Ping in Übersetzung abgedruckt. 1935 werden Gedanken eines ostafrikanischen Lehrers über die Ordnung und Aufgaben der Gemeinde. nach einer Bearbeitung von dem Missionar Paul Wohlrab in der NAMZ abgedruckt. Die Tradition der NAMZ auch außereuropäische Christen zu Wort kommen zu lassen, um so die Dichotomie von Kolonisierern und Kolonisierten zu brechen, wird somit auch in der NS-Zeit fortgesetzt.
Auch Hans Kosmala, der Leiter des Institutum Judaicum Delitzschianum (IJD) kommt mit einem Artikel in der Ausgabe von 1934 zu Wort und gibt so der Judenmission eine Stimme. Es sollte jedoch bei einem Aufsatz bleiben. Jüdische Autoren gab es keine in der NAMZ. Auch in den Ausgaben vor der NS-Zeit (1924–1932) schrieben keine Personen mit jüdischem Hintergrund für die NAMZ.

## Stellung der NAMZ zum NS-Staat und zur NS-Ideologie
Das Verhältnis der NAMZ zum NS-Staat und zur NS-Ideologie ist nur vor dem Hintergrund des historischen Vermächtnisses der deutschen Missionsbewegung zu verstehen. Im Kontrast zur westlichen Missionsbewegung, die in ihrer Gesamtheit produktive Wege fand mit dem „Projekt Moderne“ umzugehen, generierte sich die deutsche Missionsbewegung, angestoßen von theologischen Denkfiguren („Schöpfungsordnungen“, „Volkstum“, „Volksmission“) und politischen Ereignissen (Trauma von Versailles) zusehends antidemokratisch, reaktionär und nationalistisch. Die reaktionäre Theologie der deutschen Missionsbewegung samt ihrer Ablehnung der verhassten liberalen, säkularen und demokratischen Weimarer Republik trieb sie 1933 in die Arme der Nationalsozialisten. In den Nationalsozialisten glaubten große Teile der deutschen Missionsbewegung einen Bündnispartner für ihr „Re-Evangelisierungsprojekt“ in der Heimat und in den Missionsgebieten gefunden zu haben.
Die Nationalsozialisten hingegen erwiderten die Anbiederungsversuche der Missionsbewegung nach anfänglichem Zögern mit Diskriminierung, Zensur und Verboten. Die Missionsbewegung versäumte es darauf eine angemessene Antwort zu geben. Sie positionierte sich nicht eindeutig auf Seiten der BK. Kritik, die es durchaus gab, blieb immer systemimmanent und wurde nie darüber hinaus geübt.

### Revision unabhängiger Missionsstrukturen
Die NAMZ reflektiert dies. Gleichzeitig war sie in ihrer Funktion als wichtigste missionswissenschaftliche Zeitschrift des deutschen Protestantismus auch Akteur im NS-Staat, der eigene Akzente setzte und als solcher von den NS-Behörden wahrgenommen wurde. Die NAMZ begrüßte die Machtergreifung der Nationalsozialisten enthusiastisch. Selbst eine Integration in der Missionsbewegung in die Reichskirche wurde von der NAMZ, die sich zunehmend als Sprachrohr DEMR generierte, diskutiert, dann aber aus pragmatischen Gründen abgelehnt. Nichtsdestotrotz gab es viele Vorschläge seitens der NAMZ, wie die Liaison mit dem NS-Staat noch verbessert werden könne. Doch die Liebe der NAMZ zum NS-Staat basierte nicht auf Gegenseitigkeit. Die Beziehung wurde von NS-Behörden einseitig beendet – Die NAMZ wurde 1938 schlussendlich vom NS-Staat verboten – nachdem die NAMZ ihre unbedingte Selbstständigkeit verloren, sich selbst zensiert, wichtige Herzensanliegen nicht kommuniziert und nicht nur dem Willen Jesu, sondern auch dem NS-Staat und Hitler gedient hatte.

### Kolonialrevisionismus
Kolonialrevisionismus war schon vor der, wurde aber endgültig mit der Machtergreifung der Nationalsozialisten zur lingua franca der deutschen Missionsbewegung. Als wissenschaftliche Zeitschrift, die auch im Ausland beachtet wurde, war die NAMZ jedoch nicht das Medium diesen zu kommunizieren. Positiv anzumerken ist, dass die NAMZ auch in der NS-Zeit Chinesen und Afrikaner als Autoren zu Wort kommen ließ und sich wenigstens in diesem Punkt nicht von der NS-Ideologie einschüchtern ließ.

### Antijudaismus und Antisemitismus
Bei vielen Autoren vermengte sich ihr christlicher Antijudaismus mit Elementen des rassistischen NS-Antisemitismus zu einer Mischung, dass sie die Nürnberger Gesetze befürworten ließ und auch zur Diskriminierung und Ermordung (Reichspogromnacht) schweigen ließ. Bonhoeffers Diktum: „Wer nicht für die Juden schreit, darf nicht gregorianisch singen“ die NAMZ verstummen. Lediglich die Judenmission wollte die NAMZ nie gänzlich aufgeben, dies war jedoch im Gesamtkontext (Beiträge von Kosmala (1934) und Richter (1939)) unerheblich.

### Verbot
Am 18. August 1939 wurde die NAMZ verboten. Am 27. März gab es bereits einen scharfen Verweis des Reichsministers für Volksaufklärung und Propaganda. Ursächlich sei ein Artikel Julius Richters gewesen, in dem er über den Stand der Weltmission berichtet. Darin hatte er auch die Judenmission erwähnt. In der Begründung des Verweises hieß es: „Es geht nicht an, daß [...] im Ton des Bedauerns festgestellt wird, daß durch den zunehmenden Antisemitismus in allen Ländern die Judenmission erschwert werde. Das bedeutet eine Stellungnahme gegen die rassischen Grundsätze des Nationalsozialismus und kommt einer Sabotage an dem schweren Kampf des deutschen Volkes gegen das Weltjudentum gleich.“ Letztendlich verboten wurde die Zeitschrift dann nach einem Bericht über die Weltmissionskonferenz 1938 im Heft 7/1939. Was genau den Anstoß erregte wurde zunächst nicht bekannt, jedoch gab es in der Abschlusserklärung der Konferenz kritische Stellen zu Versäumnissen der Kirchen und zur Glaubenslosigkeit, die in dem Artikel (in entschärfter Form) übersetzt waren.